# دربی (کلرادو)
دربی (به انگلیسی: Derby) یک منطقهٔ مسکونی در ایالات متحده آمریکا است که در شهرستان آدامز، کلرادو واقع شده‌است. دربی ۴٫۲ کیلومتر مربع مساحت و ۷٬۶۸۵ نفر جمعیت دارد و ۱٬۵۶۳ متر بالاتر از سطح دریا واقع شده‌است.